# Atherigona orientalis
Atherigona orientalis este o specie de muște din genul Atherigona, familia Muscidae, descrisă de Ignaz Rudolph Schiner în anul 1868. Conform Catalogue of Life specia Atherigona orientalis nu are subspecii cunoscute.